# Френсіс Бейлі
Френсіс Бейлі (англ. Francis Baily; 28 квітня 1774 — 30 серпня 1844) — англійський астроном, член Лондонського королівського товариства (1821).

## Біографія
Народився в Ньюбері (Беркшир). Здобув тільки початкову освіту, потім три роки вчився в торговій фірмі, багато подорожував. У 1798 році повернувся до Англії, займався біржовою діяльністю на Лондонській фондовій біржі. У 1825 р. віддалився від бізнесу та з 50-річного віку присвятив себе науці.
Основні наукові дослідження відносяться до позиційної астрономії. Розробляв методи визначення широти і часу за зірками. З цією метою на підставі різних каталогів розрахував середні положення 2881 зірки для епохи 1 січня 1830. Провів ревізію багатьох зоряних каталогів і перевидав каталоги Т. Й. Маєра, Н. Л. Лакайля, Ж. Ж. Ф. Лаланда, Е.Галлея, Я.Гевелія, Тихо Браге, Птолемея, Улугбека. Видав (1845) каталог Британської асоціації сприяння розвитку науки, що включав 10 000 зірок. Услід за Н.Маскелайном повторив (1843) визначення густини Землі. Вперше описав появу окремих яскравих крапок на краю диска Місяця на початку і кінці повної фази сонячного затемнення, яке він спостерігав 15 травня 1836. Це явище було назване «вервечкою Бейлі»; воно виникає, коли під час дотику країв дисків Місяця і Сонця сонячне світло проходить між горами на краю місячного диска.
Один із засновників Лондонського королівського астрономічного товариства (1820), чотири рази обирався його президентом.
Золота Медаль Королівського Астрономічного товариства (1827, 1843). 
На його честь названо астероїд 3115 Бейлі.

## Астрономічні роботи

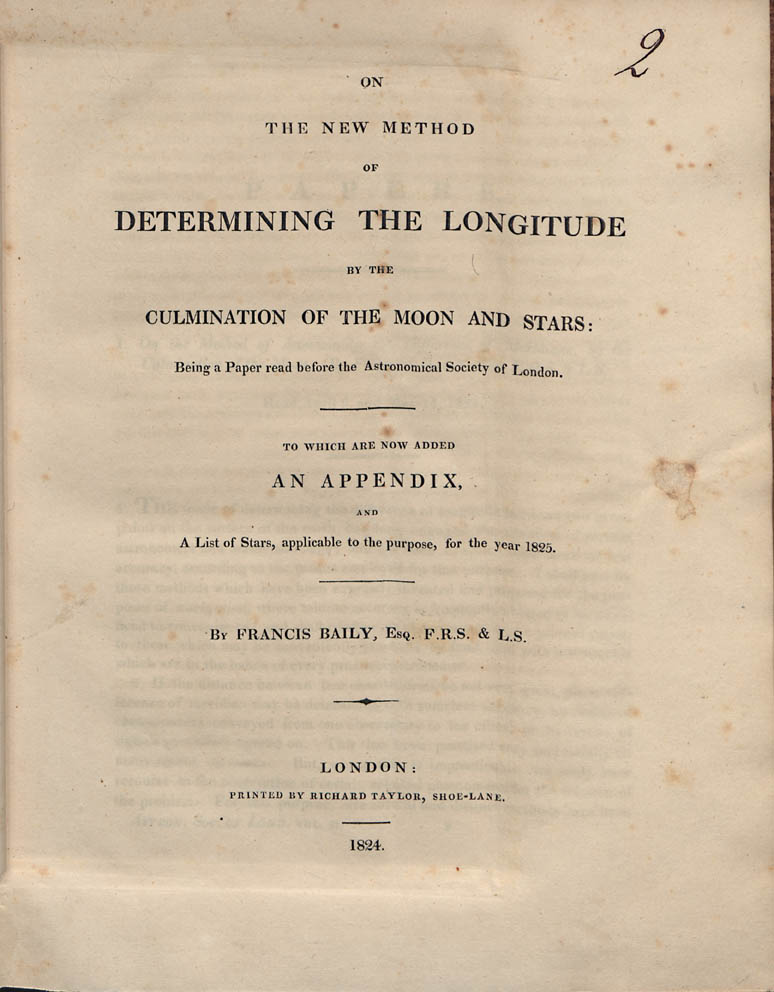
Про новий метод визначення довготи за фазами Місяця і зір, 1824 р.

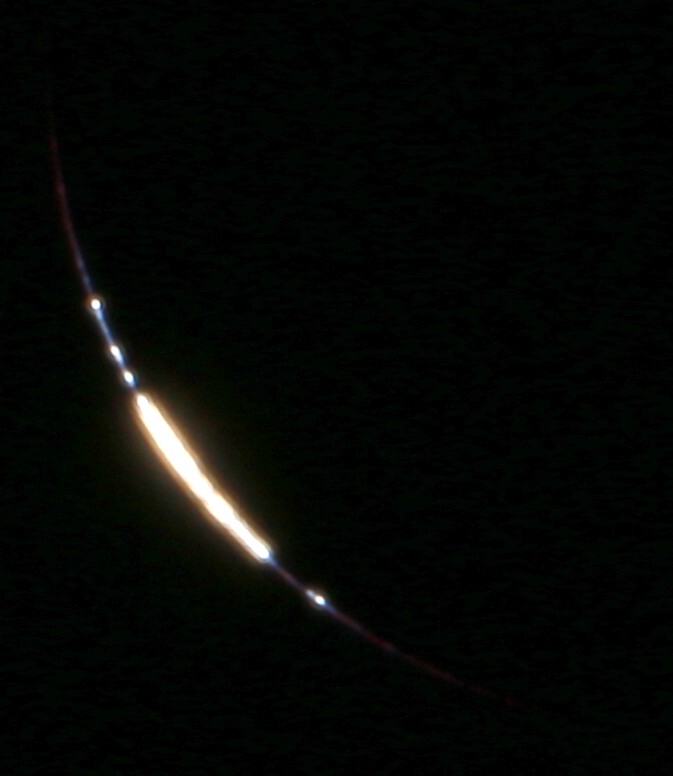
Намистини Бейлі за чотири секунди до повного сонцестояння (21 серпня 2017 року)

До 1820 року Бейлі вже брав провідну участь у заснуванні Королівського астрономічного товариства, а в 1827 році отримав його Золоту медаль за підготовку каталогу Товариства з 2881 зір (Memoirs R. Astr. Soc. ii.). Пізніше, в 1843 році, він знову отримає Золоту медаль. Він обирався президентом Королівського астрономічного товариства чотири рази, на дворічні терміни кожен (1825-1827, 1833-1835, 1837-1839 і 1843-1845). Жодна інша людина не обіймала цю посаду більше, ніж Бейлі чотири рази (цей рекорд він ділить з Джорджем Ейрі), а його вісім років на цій посаді є рекордом.
Він був обраний іноземним почесним членом Американської академії мистецтв і наук у 1832 році. Він рекомендував Британській асоціації в 1837 році, і значною мірою виконав, скорочення каталогів Жозефа де Лаланда і Ніколя де Лакайля, що містили близько 57 000 зір; він керував складанням каталогу Британської асоціації з 8377 зір (BAC, опублікований 1845 року); і переглянув каталоги Тобіаса Маєра, Птолемея, Улугбека, Тихо Браге, Едмонда Галлея і Гевелія.
Його спостереження «Намистини Бейлі» під час кільцеподібного затемнення Сонця 15 травня 1836 року в Інч Бонні в Роксбургширі започаткували сучасну серію експедицій зі спостереження затемнень. Це явище було настільки яскраво описане ним, що привернуло безпрецедентну увагу до повного затемнення 8 липня 1842 року, яке спостерігав сам Бейлі в Павії.